# Букер, Мелвин
Мелвин Джермейн Букер (англ. Melvin Jermaine Booker; род. 20 августа 1972 в Паскагуле, штат Миссисипи, США) — американский профессиональный баскетболист, завершивший карьеру.

## Ранние годы
Мелвин Букер родился в городе Паскагула (штат Миссисипи), учился он в соседнем городе Мосс-Пойнт в одноимённой средней школе, в которой выступал за местную баскетбольную команду.

## Студенческая карьера
После окончания школы Букер поступил в Миссурийский университет, где в течение четырёх лет выступал за команду «Миссури Тайгерс», в которой провёл успешную карьеру, набрав в итоге 1697 очков, 443 подбора, 488 передач, 147 перехватов и 15 блок-шотов. При Букере «Тайгерс» один раз выигрывали регулярный чемпионат конференции Big Eight (1994), два раза — турнир конференции Big Eight (1991, 1993), а также три года подряд выходили в плей-офф студенческого чемпионата США (1992—1994). В сезоне 1993/1994 годов «Тигры» выходили в 1/4 финала турнира NCAA (англ. Elite Eight), где проиграли команде «Аризона Уайлдкэтс» (72—92).
Букер два года подряд по результатам голосования выбирался в первую сборную конференции Big Eight (1993—1994), а в 1999 году был включён в Зал Славы Миссурийского университета.

## Карьера в младших лигах
В 1994 году Букер был незадрафтован, поэтому начал свою профессиональную карьеру в команде «Хартфорд Хеллкэтс» (позднее она была переименована в «Коннектикут Прайд»), выступавшей в Континентальной баскетбольной ассоциации (КБА), в которой играл на протяжении одного сезона (1994—1995). В 1995 году подписал контракт с клубом «Питтсбург Пираньяс», также выступавшим в КБА, однако вскоре покинул её, после чего заключил соглашение с командой «Гранд-Рапидс Мэйкерс» (в следующем году была переименована в «Гранд-Рапидс Хупс»), тоже игравшей в КБА, за которую отыграл два сезона (1995—1997).

## Карьера в НБА
Играл на позиции разыгрывающего защитника. В 1994 году не был выбран на драфте НБА ни одной из команд. В конце сезона 1995/1996 годов Букер в качестве свободного агента подписал контракт с командой «Хьюстон Рокетс». Позже выступал за команды «Денвер Наггетс» и «Голден Стэйт Уорриорз». Всего в НБА провёл 2 сезона. В 1994 году признавался баскетболистом года среди студентов конференции Big Eight, а также включался во 2-ю всеамериканскую сборную NCAA. Всего за карьеру в НБА сыграл 32 игры, в которых набрал 166 очков (в среднем 5,2 за игру), сделал 38 подборов, 74 передачи, 8 перехватов и 3 блок-шота.
2 октября 1996 года Букер в качестве свободного агента подписал соглашение с командой «Атланта Хокс», однако перед самым началом сезона, 28 октября того же года, руководство «Ястребов» отказалось от его услуг. 12 декабря 1996 года Мелвин в качестве свободного агента подписал договор с клубом «Денвер Наггетс», но в нём он также надолго не задержался и через 16 дней был отчислен. 19 марта 1997 года Букер подписал 10-дневный контракт с командой «Голден Стэйт Уорриорз», который по его истечении был продлён до конца сезона, а в межсезонье тренерский штаб «Воинов» решил отказаться от его услуг, после чего он завершил свою карьеру в НБА..

## Зарубежная карьера
После досрочного завершения профессиональной карьеры в НБА Мелвин Букер в 1997 году уехал в Европу, где сначала на протяжении пяти сезонов выступал в чемпионате Италии за клубы «Скаволини Пезаро» и «Сони Милан», после чего перебрался в Турцию, где в течение двух лет играл за «Улкерспор». В 2004 году переехал в Россию, где на протяжении трёх сезонов выступал за команду «БК Химки». В 2007 году Букер вернулся в Италию, где отыграл ещё один сезон за клуб «Армани Джинс Милан», после чего завершил профессиональную карьеру игрока в 2008 году.

## Личная жизнь
Сын Мелвина, Девин Букер, выступал за баскетбольную команду университета Кентукки «Кентукки Уайлдкэтс», а в 2015 году был выбран на драфте НБА под общим 13 номером клубом «Финикс Санз».

## Статистика

### Статистика в НБА
| Сезон                                                                                    | Команда      | Регулярный сезон | Регулярный сезон | Регулярный сезон | Регулярный сезон | Регулярный сезон | Регулярный сезон | Регулярный сезон | Регулярный сезон | Регулярный сезон | Регулярный сезон | Регулярный сезон | Серия плей-офф | Серия плей-офф | Серия плей-офф | Серия плей-офф | Серия плей-офф | Серия плей-офф | Серия плей-офф | Серия плей-офф | Серия плей-офф | Серия плей-офф | Серия плей-офф |
| Сезон                                                                                    | Команда      | GP               | GS               | MPG              | FG%              | 3P%              | FT%              | RPG              | APG              | SPG              | BPG              | PPG              | GP             | GS             | MPG            | FG%            | 3P%            | FT%            | RPG            | APG            | SPG            | BPG            | PPG            |
| ---------------------------------------------------------------------------------------- | ------------ | ---------------- | ---------------- | ---------------- | ---------------- | ---------------- | ---------------- | ---------------- | ---------------- | ---------------- | ---------------- | ---------------- | -------------- | -------------- | -------------- | -------------- | -------------- | -------------- | -------------- | -------------- | -------------- | -------------- | -------------- |
| 1995/96                                                                                  | Хьюстон      | 11               | 0                | 11,9             | 32,0             | 15,8             | 81,8             | 0,8              | 1,9              | 0,5              | 0,1              | 4,0              | Не участвовал  | Не участвовал  | Не участвовал  | Не участвовал  | Не участвовал  | Не участвовал  | Не участвовал  | Не участвовал  | Не участвовал  | Не участвовал  | Не участвовал  |
| 1996/97                                                                                  | Денвер       | 5                | 0                | 4,2              | 50,0             | 50,0             | -                | 0,2              | 0,6              | 0,0              | 0,0              | 1,0              | Не участвовал  | Не участвовал  | Не участвовал  | Не участвовал  | Не участвовал  | Не участвовал  | Не участвовал  | Не участвовал  | Не участвовал  | Не участвовал  | Не участвовал  |
| 1996/97                                                                                  | Голден Стэйт | 16               | 4                | 25,6             | 43,6             | 31,4             | 90,0             | 1,8              | 3,1              | 0,2              | 0,1              | 7,3              | Не участвовал  | Не участвовал  | Не участвовал  | Не участвовал  | Не участвовал  | Не участвовал  | Не участвовал  | Не участвовал  | Не участвовал  | Не участвовал  | Не участвовал  |
|                                                                                          | Всего        | 32               | 4                | 17,5             | 40,0             | 26,8             | 87,1             | 1,2              | 2,3              | 0,3              | 0,1              | 5,2              | Не участвовал  | Не участвовал  | Не участвовал  | Не участвовал  | Не участвовал  | Не участвовал  | Не участвовал  | Не участвовал  | Не участвовал  | Не участвовал  | Не участвовал  |
| Наведите курсор мыши на аббревиатуры в заголовке таблицы, чтобы прочесть их расшифровку. |              |                  |                  |                  |                  |                  |                  |                  |                  |                  |                  |                  |                |                |                |                |                |                |                |                |                |                |                |

### Статистика в NCAA
| Сезон | Команда | Conf  | Class | GP  | GS  | MPG  | FG%  | 3P%  | FT%  | RPG | APG | SPG | BPG | PPG  |
| --- | ------- | ----- | ----- | --- | --- | ---- | ---- | ---- | ---- | --- | --- | --- | --- | ---- |
| 1990/91 | Миссури | Big 8 | FR    | 30  | 25  | 28,5 | 43,4 | 34,5 | 67,1 | 2,2 | 3,5 | 1,0 | 0,2 | 8,3  |
| 1991/92 | Миссури | Big 8 | SO    | 30  | 30  | 33,2 | 47,5 | 43,5 | 76,8 | 3,8 | 3,9 | 1,0 | 0,1 | 11,6 |
| 1992/93 | Миссури | Big 8 | JR    | 33  | 33  | 35,1 | 43,9 | 36,2 | 81,7 | 4,3 | 3,7 | 1,4 | 0,1 | 15,8 |
| 1993/94 | Миссури | Big 8 | SR    | 32  | 32  | 34,8 | 50,4 | 40,5 | 82,3 | 3,8 | 4,5 | 1,3 | 0,1 | 18,1 |
| Всего | Всего   | Всего | Всего | 125 | 120 | 33,0 | 46,6 | 39,2 | 78,9 | 3,5 | 3,9 | 1,2 | 0,1 | 13,6 |
| Наведите курсор мыши на аббревиатуры в заголовке таблицы, чтобы прочесть их расшифровку Статистика приведена с сайта sports-reference.com |         |       |       |     |     |      |      |      |      |     |     |     |     |      |

### Статистика в других лигах
| Сезон | Команда           | Лига             | GP  | GS  | MPG  | FG%  | 3P%  | FT%  | RPG | APG | SPG | BPG | PFL | TOV | PPG  |
| --- | ----------------- | ---------------- | --- | --- | ---- | ---- | ---- | ---- | --- | --- | --- | --- | --- | --- | ---- |
| 2001/02 | Виктория Либертас | Евролига         | 12  | 12  | 33,4 | 36,5 | 30,0 | 91,3 | 3,2 | 4,5 | 1,3 | 0,0 | 2,7 | 2,2 | 15,6 |
| 2002/03 | Улкер             | Евролига         | 20  | 19  | 35,0 | 49,8 | 38,2 | 75,8 | 3,5 | 4,0 | 1,3 | 0,0 | 3,2 | 2,2 | 16,6 |
| 2003/04 | Улкер             | Евролига         | 20  | 16  | 29,7 | 39,7 | 25,7 | 84,3 | 2,0 | 2,6 | 0,9 | 0,1 | 2,9 | 1,6 | 11,8 |
| 2006/07 | Химки             | Кубок Европы     | 12  | 12  | 28,8 | 37,3 | 35,3 | 96,2 | 3,3 | 4,8 | 1,3 | 0,0 | 2,7 | 1,9 | 9,9  |
| 2007/08 | Все клубы         | Все лиги         | 44  | 43  | 32,2 | 42,3 | 35,0 | 89,0 | 2,6 | 3,0 | 1,2 | 0,0 | 2,7 | 2,3 | 10,8 |
| 2007/08 | Олимпия (Милан)   | Чемпионат Италии | 33  | 33  | 32,6 | 44,1 | 40,4 | 89,6 | 2,5 | 3,1 | 1,2 | 0,0 | 2,8 | 2,5 | 11,8 |
| 2007/08 | Олимпия (Милан)   | Евролига         | 11  | 10  | 31,1 | 36,4 | 15,9 | 86,7 | 3,0 | 2,5 | 1,2 | 0,1 | 2,3 | 1,9 | 7,6  |
| Всего | Всего             | Всего            | 108 | 102 | 32,0 | 42,0 | 33,4 | 85,0 | 2,8 | 3,5 | 1,2 | 0,0 | 2,8 | 2,1 | 12,5 |
| В Евролиге | В Евролиге        | В Евролиге       | 63  | 57  | 32,3 | 41,9 | 28,8 | 82,3 | 2,9 | 3,4 | 1,1 | 0,0 | 2,8 | 1,9 | 13,3 |
| Наведите курсор мыши на аббревиатуры в заголовке таблицы, чтобы прочесть их расшифровку Статистика приведена с сайта basketball.realgm.com |                   |                  |     |     |      |      |      |      |     |     |     |     |     |     |      |